# Parfait

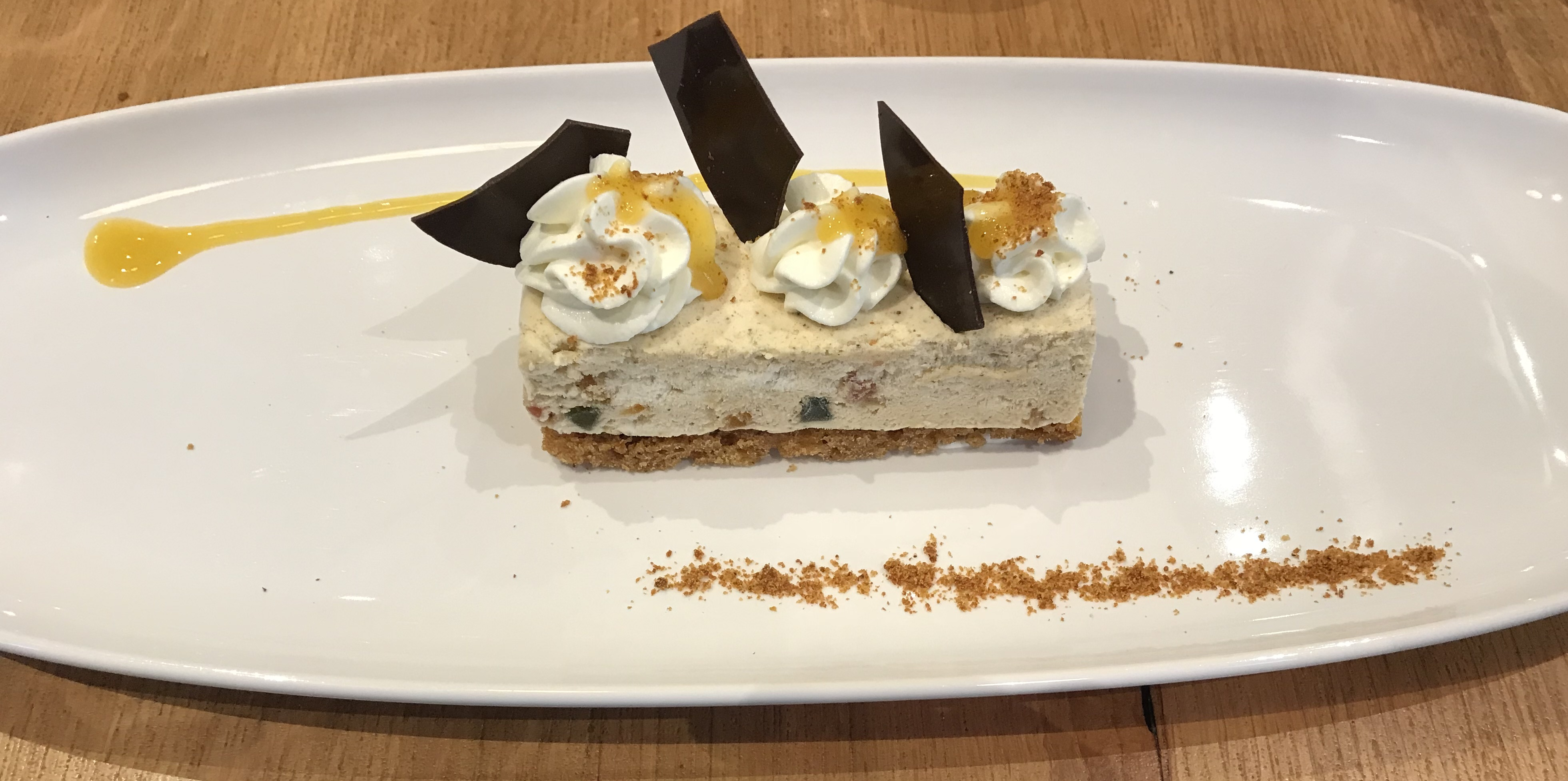
Parfait (Halbgefrorenes)

Parfait (französisch für „vollkommen, hervorragend“) ist ein Begriff der internationalen Küchensprache, der mehrere Bedeutungen hat: In der europäischen Konditorei ist ein Parfait eine süße, cremige, puddingartige Dessertkomponente oder ein gefrorenes Dessert, ähnlich einer gefrorenen Mousse, während in Amerika der Begriff Parfait ein mehrschichtiges Eisdessert bezeichnet, das in einem hohen Glas serviert wird. In der Gardemanger ist Parfait die Bezeichnung für einen buttrigen Leberaufstrich. Außerdem wird es zur Bezeichnung einer bestimmten Zubereitung von Foie Gras verwendet (parfait de foie gras).